# Sirmaur (district)
Sirmaur is een district in de Indiase deelstaat Himachal Pradesh. Het district heeft een oppervlakte van 2.825 km² en 458.593 inwoners (2001).
Het is een bergachtig gebied in de Sivaliks waarin de meeste bewoners van de landbouw leven. In het zuiden grenst het district aan Uttarakhand. Het grenst binnen Himachal Pradesh aan de districten Solan en Shimla.
De districtshoofdstad is Nahan. Een andere grotere plaats is Paonta Sahib. Beide plaatsen zijn belangrijke pelgrimsoorden. Bij Saketi is een fossielenpark.
Bilaspur · Chamba · Hamirpur · Kangra · Kinnaur · Kullu · Lahul and Spiti · Mandi · Shimla · Sirmaur · Solan · Una